# Brachystelma petraeum
Brachystelma petraeum är en oleanderväxtart som beskrevs av Robert Allen Dyer. Brachystelma petraeum ingår i släktet Brachystelma och familjen oleanderväxter. Inga underarter finns listade i Catalogue of Life.